# Generation X (album)
Generation X è l'omonimo album di debutto del gruppo musicale punk britannico Generation X, pubblicato nel 1978 dalla EMI.

## Il disco
Spesso l'album è considerato atipico rispetto al punk dell'epoca, ad esempio per le linee di chitarra più complesse e per la presenza della power ballad Kiss Me Deadly, che in qualche misura anticipa le ballate hair metal degli anni ottanta.

## Tracce
L'album viene pubblicato in due distinte versioni, una nel Regno Unito (con relative bonus tracks) e una negli Stati Uniti.

### Tracce (Regno Unito)
- Tutte le tracce scritte da Billy Idol e Tony James.

1. From the Heart - 2:08
2. One Hundred Punks - 3:08
3. Listen - 3:24
4. Ready Steady Go - 2:58
5. Kleenex - 2:06
6. Promises Promises (Bacharach, Idol, James) - 5:18
7. Day By Day - 2:05
8. The Invisible Man - 2:56
9. Kiss Me Deadly - 4:24
10. Too Personal - 2:17
11. Youth Youth Youth - 6:07

### Tracce (USA)
1. Gimme Some Truth (John Lennon)
2. Wild Youth
3. From The Heart
4. Ready Steady Go
5. Kleenex
6. Promises Promises
7. Day By Day
8. One Hundred Punks
9. Your Generation
10. Kiss Me Deadly
11. Wild Dub
12. Youth Youth Youth

#### Bonus track (ristampa Regno Unito)
1. Your Generation
2. Wild Youth
3. Wild Dub
4. Trying for Kicks
5. This Heat

## Crediti
Formazione:
- Billy Idol - voce
- Bob "Derwood" Andrews - chitarra, voce
- Tony James - basso
- Mark Laff - batteria
- Martin Rushent - produttore
- Phil Wainman - produttore
- Alan Winstanley - tecnico del suono